# Géczi János (író)
Géczi János (Monostorpályi, 1954. május 4. –) József Attila-díjas író és képzőművész. Egyetemi oktató (élettudomány-történet, művelődéstörténet, neveléstörténet, szimbólumtörténet, antropológia).

## Élete
1954-ben született Monostorpályiban. Az általános iskola elvégzése után a debreceni Tóth Árpád Gimnázium biológia-kémia tagozatára járt, ahol 1972-ben szerzett érettségit.
1972-ben sikeres felvételt nyert a József Attila Tudományegyetem (ma: Szegedi Tudományegyetem) kutató biológus szakára, de tanulmányai megkezdése előtt még teljesítenie kellett egy év sorkatonai szolgálatot. Harmadéves korától az Antropológia Tanszéken tevékenykedett Farkas Gyula vezetése mellett. 1978-ban szerzett biológia-szakos diplomát.
1979-1988 között az Országos Oktatástechnikai Központban (Veszprém) volt a biológia tantárgyi szerkesztője. 1988-1999 között az Oktatáskutató Intézet könyvkiadóját vezette. 1990-től az Iskolakultúra szerkesztője. Közben 1991-1996 között az Országos Közoktatási Intézet munkatársa. 1993-2000 között a Vár ucca 17 szerkesztője. 1995-től a pécsi Janus Pannonius (utóbb: Pécsi Tudományegyetem) teljes, majd félállású oktatója, habilitált docens, majd 2003-tól 2017-ig a veszprémi Pannon Egyetem munkatársa, az MFTK Filozófia, Történelemtudomány és Antropológia intézet vezetője, az utolsó 7 évben a kar stratégiai dékánhelyettese. 2021 óta az MTA doktora.
Tagja volt a nagysikerű 100 szóban Veszprém történetró pályázat zsűrijének, melyet 2022-ben a világon első alkalommal hirdettek meg középvárosban.

## Művei (válogatás)
- Vadnarancsok (versek, 1982)
- Vadnarancsok: Négy élettörténet-rekonstrukció (élettörténet-rekonstrukciók, 1982)
- Léghajó és nehezéke (versek, 1983)
- Kezét reá veté, hogy lásson.. (Regény, 1984)
- Elemek (versek, 1986)
- Vadnarancsok II: Homoszexuálisok vallomásai, 1980-81 (Beszélgetések, 1987)
- Gyónás (Versek, 1988)
- Látkép a valóságról gepárddal (Versek, 1989)
- Vadnarancsok I-II. (2. kiadás) (élettörténet-rekonstrukciók, beszélgetések, 1990)
- Patkányok – Kisnovellák és egyéb mulatságok (Rövid történetek, 1991)
- Concrete (Képversek, 1991)
- A torony (Kisregény, 1992)
- Mágnesmezők: bosszú-versek (Versek, 1993)
- Magánkönyv: három vers (Versek, 1993)
- Fegyverengedély (Regény, 1994)
- 21 Rovinj (Vers-, esszé- és novellarovinj, 1994)
- Tihany (Esszé, 1995)
- A kékszemű Napló (Meseregény, 1995)
- Esszék (válogatott munkák I. kötet) (Esszék, 1995)
- Tóth László: Szó és csend. Tizenegy beszélgetés. Csiki László, Fodor András, Géczi János, Kukorelly Endre, Petőcz András, Somlyó György, Tornai József, Tőzsér Árpád, Vasadi Péter, Vörös István, Zalán Tibor; JAMK–Új Forrás Szerk, Tatabánya, 1996 (Új Forrás könyvek)
- Angyalhéj (Esszéregény, 1996)
- Képversek, Róma (válogatott munkák II. kötet) (Képvers és regény, 1996)
- Versek (válogatott munkák III. kötet) (Versek, 1996)
- Prózák (válogatott munkák IV. kötet) (Prózai munkák, 1997)
- A kancsólakó kígyó (Versek, 1997)
- Képversek – Csúsztatás, hasítás, tépés (Versek, 1997)
- Részlet (esszék, 1997)
- Vadnarancsok I. (válogatott munkák V. kötet) (élettörténet-rekonstrukciók, beszélgetések, 1998)
- Vadnarancsok II. (válogatott munkák VI. kötet) (élettörténet-rekonstrukciók, beszélgetések, 1998)
- Dél – három/száz régi elbeszélés, ötvenhét lábjegyzettel (Regény, 1999)
- Ezer veszprémi naplemente – versek, 1993-1998 (Versek, 1999)
- A térre én... Kisversek, képversek gyermekeknek, kiskamaszoknak (Gyerekversek, 2000)
- Allah rózsái (Művelődéstörténeti tanulmány, 2000)
- Tárlat (Képzőművészeti esszék, 2001)
- Tiltott ábrázolások könyve I. (Regény, 2001)
- Természet – kép (Művelődéstörténeti tanulmányok, 2001)
- Két puli feljegyzései (Mesék, 2001)
- Muszlim kertek (Művelődéstörténeti tanulmány, 2002)
- A visszavont tekintet (Versek, 2002)
- Tiltott ábrázolások könyve II. (Regény, 2002)
- Tiltott Ábrázolások Könyve III. (regény, Ister Könyvkiadó, 2003)
- Carmen figuratum (képversek, katalógus, Magyar Műhely, 2003)
- ősz mint júlia (haikuk és wakák, OSzK, 2003)
- Részkarc (válogatott versek, Kortárs, 2004)
- Tiltott Ábrázolások Könyve IV. (regény, Ister Könyvkiadó, 2005)
- Egyetlen tőr balladája (versek, Tiszatáj, 2005)
- Rózsahagyományok. (Művelődéstörténeti tanulmányok. Pécs 2003. Iskolakultúra Könyvek 17. 241.)
- Pedagógiai tudásátadás. (Pécs, 2005. Iskolakultúra könyvek. 102.)
- Nevelés és tudomány: az iskola kultúrája, (monográfia, Pécs, 2006. Iskolakultúra Könyvek 31. 196.)
- A rózsa kultúrtörténete. Az antik mediterráneum. (monográfia, Budapest, 2006. Gondolat. 340.)
- A rózsa kultúrtörténete. Keresztény középkor. (monográfia, Budapest, 2007. Gondolat. 286.)
- Tiltott Ábrázolások Könyve I-IV. (regény, Gondolat, 2007
- Tiltott Ábrázolások Könyve. Anekdota. (regény, Gondolat, 2009)
- Honvágy. A paradicsomba (esszék, Gondolat, 2010)
- Viotti négy vagy öt élete (regény, Kalligram, 2011)
- Jutunk-e, s mire, édes úr? (Versek, 2011)
- Kiegészítések egy Vörösmarty-sorhoz. Verseskönyv, 1983–2013; Gondolat, Budapest, 2013
- Hosszú versek, képversek; Gondolat, Budapest, 2014
- Jerusalaim. A képzelet szülte város; Múlt és Jövő, Budapest, 2014
- Rozłupane plakaty; Művészetek Háza, Veszprém, 2014 (Vár ucca műhely könyvek)
- Szélbe burkolt város; Művészetek Háza, Veszprém, 2014 (Vár ucca műhely könyvek)
- A Bunkerrajzoló. Likó Marcell-élettörténet-rekonstrukció; Athenaeum, Budapest, 2015
- Kívül; Pesti Kalligram, Budapest, 2015
- Kusza képmezők; Magyar Műhely, Budapest, 2015 (Pixel-könyvek)
- Térátlépések; szerk. Géczi János, András Ferenc; Pannon Egyetem MFTK Antropológia és Etika Tanszék, Veszprém, 2015 (Pannon Egyetem Modern Filológiai és Társadalomtudományi Kar Antropológia és Etika Tanszék kiadványai)
- Klímaváltozás, társadalom, etika; szerk. Géczi János, András Ferenc; Pannon Egyetem MFTK Antropológia és Etika Tanszék, Veszprém, 2015 (Pannon Egyetem Modern Filológiai és Társadalomtudományi Kar Antropológia és Etika Tanszék kiadványai)
- A Bunkerrajzoló. Likó Marcell-élettörténet-rekonstrukció; 2. jav. kiad.; Athenaeum, Budapest, 2016
- A rózsa és jelképei. Fejezetek a 17-18. századból; Gondolat, Budapest, 2016
- A rózsa jegye alatt. Goethe, Vörösmarty, Kazinczy, Babits, Saint-Exupéry, Tolnai Ottó; Gondolat, Budapest, 2016 (Universitas Pannonica)
- Törek; Pesti Kalligram, Budapest, 2016
- Neveléstudomány, sors, idő. A 90 éves Orosz Sándor köszöntése; szerk. Géczi János, Tölgyesi József; Pannon Egyetem Modern Filológiai és Társadalomtudományi Kar, Veszprém, 2016
- Kontinentális kedd. Összegyűjtött versek, 1983–2014; Gondolat, Budapest, 2017
- Géczi János–Molnár László: Fotóregény; Művészetek Háza, Veszprém, 2018
- Sziget, este hét és hét tíz között. Versciklus, 2015–2017; Tiszatáj Alapítvány, Szeged, 2018 (Tiszatáj könyvek)
- Géczi János–Csányi Vilmos: Őszi kék. Két Homo sapiens beszélget; Athenaeum, Budapest, 2018
- A tenyérjós; Athenaeum, Budapest, 2019
- Upcycling; kurátor Áfrány Gábor; Művészetek Háza, Veszprém, 2019
- A kancsólakó kígyó. Versek gyerekeknek és felnőtteknek; Vámbéry Polgári Társulás, Dunaszerdahely, 2019
- Szűz a gyermekkel, Szent Annával és egy szamárral; Kalligram, Budapest, 2020
- A rózsa labirintusa. Egy örök jelkép nyomában; Athenaeum, Budapest, 2020
- A napcsíkos darázshoz. Géczi János versei. 1978–2020; Kalligram, Budapest, 2021
- Judith, avagy a baltás gyilkos felesége; Pesti Kalligram, Budapest, 2022
- Cholnoky-történetek a Tiltott Ábrázolások Könyvéből; Pesti Kalligram, Budapest, 2023
- Az utolsó rózsához; Kalligram, Budapest, 2023
- Immu pets. Képversek, kollázsok, dekollázsok. Művészetek Háza, Veszprém, 2023. április 5–május 14.; kurátor Bán András; Művészetek Háza, Veszprém, 2023
- Római foszlányok. Műhelynapló; Arnolfini Archívum, Szigetszentmiklós, 2024 (Arnolfini books)
- Róma/Ámor. Kollázsok, dekollázsok / Collages, décollages. 1993–2023; kurátor Szombathy Bálint, ford. Fejérvári Boldizsár; OOK-Press Kft., Veszprém, 2024

## Szakirodalmi és szerkesztő munkássága
Géczi János szerkesztő magyar nyelven megjelent biológiai szakkönyvei, fontosabb szerkesztői munkái a kiadványtípusok szerint (könyv, könyvsorozat, folyóirat), továbbá a közoktatás számára írt tankönyvei, egyetemi jegyzetei, könyvrészletei, lektorált magyar nyelvű folyóirat-közleményei, magyarul külföldön megjelent tanulmányai, idegen nyelven megjelent tanulmányai, szakmai tudományos előadásai, recenzióinak és elektronikus úton elérhető munkáinak bibliográfiai leírása tematikus rendben megtalálható az Iskolakultúra honlapján.

## Díjak, elismerések
- Móricz Zsigmond-ösztöndíj (1980, 1981)
- Gizella-díj (1992)
- Artisjus Irodalmi díj 2007
- József Attila-díj (2011)
- Veszprém megyei Príma Díj (2011)
- Apáczai Csere János-díj (2014)
- Baumgarten-díj (2022)

### Online (MEK) elérhető művei
- Géczi János: Válogatott versek
- Géczi János: A kancsólakó kígyó
- Géczi János: Esszék
- Géczi János: Képversek
- Géczi János: Magánkönyv
- Géczi János: Prózák
- Géczi János: A térre én...
- Géczi János: Tiltott ábrázolások könyve IV.
- Géczi János: Vadnarancsok
- Géczi János: Allah rózsái